# Der Anständige
Der Anständige (engl.: The Decent One) ist ein Dokumentarfilm über Heinrich Himmler, Reichsführer SS, anhand privater Briefe und historischem Bildmaterial. Der Film stammt von der israelischen Dokumentarfilmerin Vanessa Lapa und wurde im Februar 2014 bei der Berlinale vorgestellt.

## Inhalt
Die private Korrespondenz des SS-Reichsführers Heinrich Himmler war jahrzehntelang verschollen. Laut Recherchen von The Times of Israel wurde sie in den 1960er Jahren auch einem amerikanischen Flohmarkt zum Verkauf angeboten. Sie gelangte in den Besitz von Chaim Rosenthal, einem israelischen Diplomaten. In den 1980er Jahren war das Interesse an den Briefen aufgrund des Skandals um die gefälschten Hitler-Tagebücher, die im Magazin stern publiziert wurden, gering. Das Konvolut, bestehend aus Briefen an Frau, Tochter und Geliebte sowie aus Tagebucheinträgen, wurde schließlich von den Eltern der Dokumentarfilmerin erworben und ihr überlassen.
Die Texte werden überwiegend von Burgschauspielern gelesen, darunter Tobias Moretti, Lotte Ledl und Sophie Rois. Das historische Bildmaterial steht im Kontrast zu den oft banalen, harmlosen Texten. Die Tonkulisse besteht aus zumeist zeitgenössischen Musikaufnahmen, fallweise Marschgeräuschen oder dem Klang des Gräberaushebens.

## Produktion
Die Realisierung des Films wurde durch den Finanzinvestor Martin Schlaff finanziell unterstützt.

## Präsentation
Der Anständige wurde am 9. Februar 2014 in der Sektion „Panorama Dokumente“ des Berlin International Film Festivals in Anwesenheit der Regisseurin, ihrer Eltern und ihrer Großeltern uraufgeführt. Katrin Himmler beteiligte sich an einer Diskussion über ihren Großonkel. Die Tageszeitung Die Welt veröffentlichte zeitgleich Auszüge der Korrespondenz, was zu Vorwürfen der Sensationsgier seitens des Historikers Wolfgang Benz führte. Ebenfalls zeitgleich veröffentlichte Katrin Himmler das Buch Himmler Privat. Briefe eines Massenmörders.
Kino Lorber verantwortete den Kinostart in den Vereinigten Staaten am 1. Oktober 2014.

## Kritik
„Die provozierende Ton-Bild-Montage stellt die Schrecken der Bilder der Biederkeit und Kälte des pflichtbewussten Bürokraten gegenüber, erschöpft sich jedoch bald, weil auf der Ebene der zitierten Dokumente die Vernichtung des europäischen Judentums nicht ernsthaft genug in den Blick kommt.“